# Elisabeth Selander-Almgren
Anna Elisabeth Selander-Almgren, född Selander 22 juli 1922 i Kalmar, död där 22 augusti 2012, var en svensk teckningslärare, tecknare och målare.
Hon var dotter till trafikchefen Sven Selander och Anna Blomgren samt från 1947 gift med Anders Almgren. Hon studerade vid Högre konstindustriella skolan i Stockholm 1942–1945 och genom självstudier under resor till Frankrike, Nederländerna och Tyskland. Tillsammans med sin man och Lennart Palmér ställde hon ut i Växjö 1952 och tillsammans med Erik Höglund i Åstorp 1959. Hon medverkade i Åstorps konstförenings jubileumsutställning 1960. Hennes konst består av små gouacher med en textilt dekorativ karaktär samt illustrationer för böcker och tidningar. Selander-Almgren är representerad vid Smålands museum i Växjö med gouachen Pantomim. Makarna Almgren är begravda på Södra kyrkogården i Kalmar. 